# Redcap (kippenras)
De Redcap of Goudkapje is een typisch Engels hoenderras, dat zich kenmerkt door de opvallend grote rozekam van de hanen.

## Oorsprong en verbreiding
Vermoed wordt dat de redcap uit kruisingen van Oudengelse Fazantenhoenders, Hollandse goudpelhoenders, Dorkings en Oud-Engelse vechters ontstaan is. In elk geval wordt het als oud landras uit Derbyshire en omstreken beschreven. Alternatieve Engelse namen van het ras zijn: Derbyshire redcap, Yorkshire redcap, Moss pheasant en Manchester. Hoewel het ras in het verleden een grotere verbreiding in geheel Groot-Brittannië en in de Verenigde Staten had, is thans de belangstelling vrijwel alleen in de streek van oorsprong blijven bestaan.

## Kenmerken
De rozekam kan bij de haan 8x6 cm groot worden (naar de Engelse standaard minstens 7 cm lang). De kam van de hen is meestal een derde zo groot als die van de haan. De enige kleurslag is goud-zwartgetoept. De loopbenen zijn geel. De kleur van de oorlellen is rood, waarbij de redcap een van de weinige rassen is met deze oorlelkleur en tegelijkertijd witte eieren. Het gewicht van de haan is ongeveer 3 kg, dat van de hen 2 kg, waarbij het gewicht vroeger duidelijk hoger was. Als typisch landhoen kenmerkte zich het ras in het verleden door een goede eierproductie in combinatie met voldoende vlees. Er bestaat ook een krielvariant van het ras.